# Myristica sarcantha
Myristica sarcantha là một loài thực vật thuộc họ họ Nhục đậu khấu. Đây là loài đặc hữu của Indonesia.